# げんばるマン
『げんばるマン』は、NHK Eテレで2012年4月11日から2015年3月12日まで放送されている教育番組。字幕放送、及び視覚障害者向けに副音声による解説放送。2012年1月6日金曜日 9:15 - 9:25に第1回放送分の先行放送を行った。

## 概要
小学校3年・4年・5年・6年および中学校の総合的な学習の時間向けの環境教育番組・学校放送である。『ど〜する?地球のあした』の後継番組であるが、従来までの小学4年生～6年生を対象としていたのを本番組では小学3年生及び中学生も対象に加えた。また、『ど〜する?地球のあした』までの環境教育に特化していた内容に対して、本番組では「環境」に加えて、「福祉」「伝統文化」「防災」を含めた4つのテーマをもとに、はんにゃが“げんばるマン”として「現場に出かけ現場に学ぶ」形を取っている。この背景には、2011年3月11日に発生した東日本大震災が大きく関係しており、本番組では特に防災教育に大きなウエイトを置いているのが特徴である。なお、本番組の防災教育に関しては2013年度からスタートした『学ぼうBOSAI』にも引き継がれている。
主題歌はウルフルズが担当。

## キャスト
- 出演：はんにゃ
- ナレーション：難波圭一

## 放送時間
どちらも日本時間。2014年度は後期の10月9日からスタートしている。
- 2012年度：毎週水曜日 09:50 - 10:00
- 2013年度：毎週金曜日 09:40 - 09:50
- 2014年度：毎週木曜日 09:50 - 10:00（2014年10月9日～2015年3月）

## 放送リスト
| 回     | テーマ   | タイトル                   | 初回放送日                    |
| ------ | -------- | -------------------------- | ----------------------------- |
| 第1回  | 福祉     | “いのち”を支える仕事       | 2012年01月06日 2012年04月11日 |
| 第2回  | 福祉     | 車いすから見える世界       | 2012年04月25日                |
| 第3回  | 福祉     | 盲導犬は人生のパートナー   | 2012年05月16日                |
| 第4回  | 福祉     | ずっと家で暮らしたい       | 2012年05月30日                |
| 第5回  | 福祉     | ボランティアはだれのため?  | 2012年06月13日                |
| 第6回  | 防災     | “災害大国”ニッポン         | 2012年06月27日                |
| 第7回  | 防災     | 全員が助かった理由         | 2012年07月11日                |
| 第8回  | 防災     | ライフラインが止まったとき | 2012年08月22日                |
| 第9回  | 番外編   | みんなの授業をげんばる!    | 2012年09月12日                |
| 第10回 | 環境     | 地球が大変!                | 2012年09月26日                |
| 第11回 | 環境     | 調べてみよう 川のこと      | 2012年10月10日                |
| 第12回 | 環境     | いのち つながる森          | 2012年10月24日                |
| 第13回 | 伝統文化 | ニッポンの誇り!            | 2012年11月07日                |
| 第14回 | 伝統文化 | アイアム“職人”             | 2012年11月21日                |
| 第15回 | 伝統文化 | 地域の文化を守りたい       | 2012年12月05日                |
| 第16回 | 防災     | 災害とメディア             | 2013年01月09日                |
| 第17回 | 防災     | 地域で取り組む防災         | 2013年01月23日                |
| 第18回 | 防災     | 災害に強い町って?          | 2013年02月06日                |
| 第19回 | 環境     | ゴミがゴミでなくなるとき   | 2013年02月20日                |
| 第20回 | 環境     | チャレンジ!節電            | 2013年03月06日                |